# Effetto Papageno

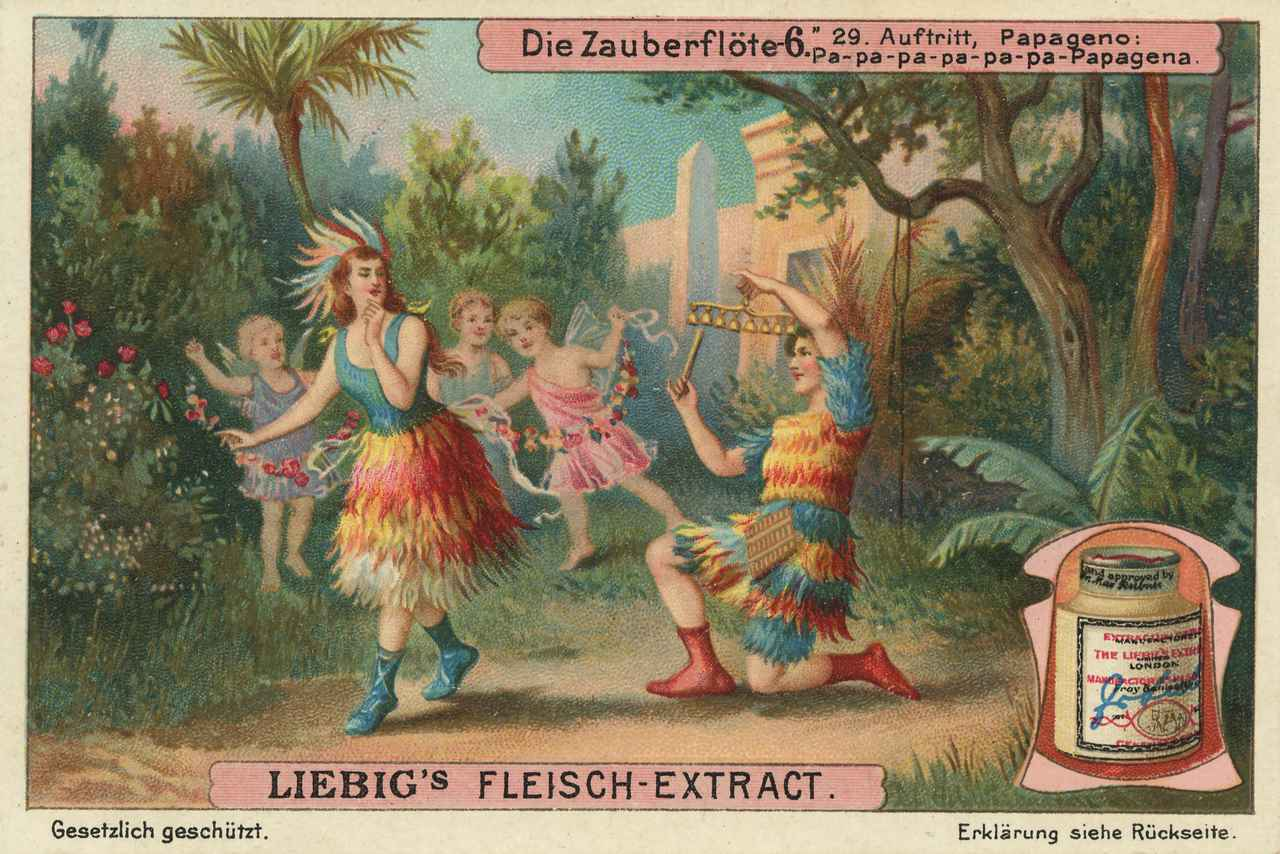
Scena de Il flauto magico in cui i tre genietti fanno desistere Papageno dal suicidio incitandolo a suonare il glockenspiel fatato, per effetto del quale riappare la sua amata.

L'effetto Papageno è l'effetto che i mass media possono suscitare presentando alternative non suicide alle crisi. Prende il nome da un personaggio innamorato, Papageno, dell'opera del 1791 Il flauto magico di Wolfgang Amadeus Mozart. Papageno, pensando di aver perduto per sempre la sua amata, stava contemplando il suicidio fino a quando tre fanciulli non gli mostrarono un modo diverso di risolvere i suoi problemi.

## Storia
Se un romanzo o una notizia possono indurre autolesionismo, fenomeno noto come effetto Werther, allora si deve presumere che altre narrazioni potrebbero avere un effetto positivo sulla prevenzione. Vi sono più ricerche sul danno arrecato dai "resoconti dei media irresponsabili" che sugli effetti protettivi delle storie positive, ma quando i giornali rifiutano di pubblicizzare eventi suicidi o cambiano il modo in cui forniscono informazioni sugli eventi suicidi, il rischio di emulazione dei suicidi diminuisce.
Nel 2018 la Northwestern University intervistò 5000 adolescenti e loro genitori negli Stati Uniti d'America, nel Regno Unito, in Brasile, in Australia e in Nuova Zelanda per esplorare il loro giudizio su Tredici, una controversa trasmissione televisiva prodotta da Netflix. La ricerca fece emergere che guardare lo spettacolo aveva stimolato conversazioni tra adolescenti e genitori su bullismo, suicidio e salute mentale. Cosa ancora più importante, lo spettacolo aveva portato gli adolescenti a mostrare più empatia per i loro coetanei. Lo studio fece scoprire che i genitori e gli adolescenti erano interessati a trovare maggiori informazioni sulla prevenzione del suicidio.
È stato affermato che rappresentazioni appropriate del suicidio, che mostrano conseguenze negative o conseguenze alternative, potrebbero avere un effetto preventivo e potenziare il pubblico vulnerabile nell'incoraggiare la ricerca di aiuto e normalizzare i problemi di salute mentale.

## Studi recenti
Un esempio eclatante si è verificato a Vienna, in Austria, dove i media hanno visto aumentare notevolmente il numero di suicidi emulatori. La riduzione è iniziata quando un gruppo di lavoro dell'Associazione austriaca per la prevenzione del suicidio ha sviluppato linee guida per i media e avviato discussioni con i media che sono culminate con un accordo ad astenersi dal riferire su casi di suicidio. Esempi di suicidi di celebrità hanno innescato suicidi di massa comprendono quelli di Ruan Lingyu, dei musicisti giapponesi Yukiko Okada e Hide, dell'attrice sud coreana Choi Jin-Sil, la cui azione ha innalzato il livello dei suicidi del 162.3% e di Marilyn Monroe, la cui morte fu seguita da un aumento di 200 suicidi in più rispetto alla media per quel mese di agosto.
Un famoso caso di immolazione fu quello di Mohamed Bouazizi, un venditore ambulante tunisino che si diede fuoco il 17 dicembre 2010, un'azione che fece da catalizzatore alla Rivoluzione tunisina e che scatenò la Primavera araba, durante la quale diversi uomini emularono l'atto di Bouazizi. Uno studio del 2017, pubblicato su JAMA Internal Medicine, ha rilevato che la serie online '13 Reasons Why, che raccontava il suicidio di una adolescente, era associata a un aumento delle ricerche su Internet correlate al suicidio, compreso un aumento del 26% delle ricerche su "come suicidarsi", del 18% per "suicidarsi" e del 9% per "come uccidersi". Il 29 maggio 2019, una ricerca pubblicata su JAMA Psychiatry ha delineato un'associazione dell'aumento dei suicidi nei ragazzi di età compresa tra 10 e 19 anni negli Stati Uniti nei 3 mesi successivi alla messa in onda della trasmissione 13 Reasons Why, coerente con un contagio mediatico di suicidio a seguito dello spettacolo. Tuttavia, alcuni elaborati di studiosi dei media hanno dimostrato che la visione di 13 Reasons Why non era associata a ideazione suicida ma in realtà a sintomi depressivi ridotti. La relazione tra causa ed effetto tra media e suicidio non è semplice da dimostrare.
La professoressa Sonia Livingstone ha sottolineato che l'affermazione della causalità nell'effetto mediatico non può essere considerata conclusiva a causa dei diversi approcci metodologici e prospettive disciplinari. Anche se è accettato che i media possono avere un effetto sull'ideazione del suicidio, non è una condizione sufficiente per indurre le persone a suicidarsi; gli effetti che i media possono avere sul comportamento suicida sono certamente meno importanti dei fattori di rischio psicologico e sociale dell'individuo. Tuttavia, i giornalisti e i produttori di contenuti multimediali rimangono responsabili dell'applicazione di linee guida etiche per prevenire il suicidio e aiutare le persone vulnerabili.

## Contromisure e prevenzione
La prevenzione del suicidio imitativo richiede un approccio multidisciplinare che coinvolga il sistema sanitario, le istituzioni, la società civile e soprattutto i mezzi di comunicazione di massa. Tra le principali strategie vi sono: la formazione specifica per i professionisti dei media, l’attuazione di campagne informative pubbliche, la promozione del supporto psicologico e la limitazione all’accesso di mezzi letali.
Un ruolo centrale è attribuito alla responsabilità mediatica nella trattazione delle notizie relative al suicidio, al fine di evitare fenomeni di emulazione. Per contrastare tale rischio, numerose organizzazioni internazionali, tra cui l'Organizzazione Mondiale della Sanità (OMS), l’American Foundation for Suicide Prevention (AFSP) e altri enti, hanno elaborato linee guida per la corretta comunicazione sul tema. Tali raccomandazioni riguardano l’evitare descrizionei dettagliate dei metodi utilizzati, l’uso di linguaggi sensazionalistici o romanzati, e l’identificazione del suicidio come atto “inevitabile” o “glorificato”. Al contrario vanno promossi l’inserimento di messaggi di speranza, il riferimento a risorse di aiuto e il rispetto per le persone coinvolte.
La formazione dei professionisti dell’informazione rappresenta un ulteriore strumento preventivo. Programmi nazionali come Mindframe in Australia, MediaWise nel Regno Unito e Headline in Irlanda promuovono percorsi educativi per giornalisti, redazioni e studenti di comunicazione, finalizzati a favorire una trattazione responsabile e consapevole del tema del suicidio. In parallelo, alcune iniziative includono il monitoraggio delle pubblicazioni giornalistiche e la collaborazione attiva tra organizzazioni sanitarie e media.
Accanto agli interventi comunicativi, altre misure di prevenzione includono campagne di sensibilizzazione rivolte al grande pubblico, la diffusione di numeri di emergenza e centri di ascolto, il rafforzamento dei servizi di salute mentale e l’adozione di politiche che limitano l’accesso ai mezzi letali (come farmaci, armi o luoghi ad alto rischio). Infine, l’assistenza psicologica mirata, la presa in carico di persone a rischio e l’attenzione alla prevenzione del suicidio tra le fasce più vulnerabili (come adolescenti, persone isolate o con disturbi psichiatrici) rappresentano elementi chiave in una strategia integrata.
Gli studi suggeriscono che il rischio di suicidio è diminuito significativamente da quando i media hanno iniziato a seguire le raccomandazioni per la segnalazione dei casi di suicidio alla fine del XX secolo.